# Station Saltaire
Saltaire is een spoorwegstation van National Rail in Saltaire, Bradford in Engeland. Het station is eigendom van Network Rail en wordt beheerd door Northern Rail. 

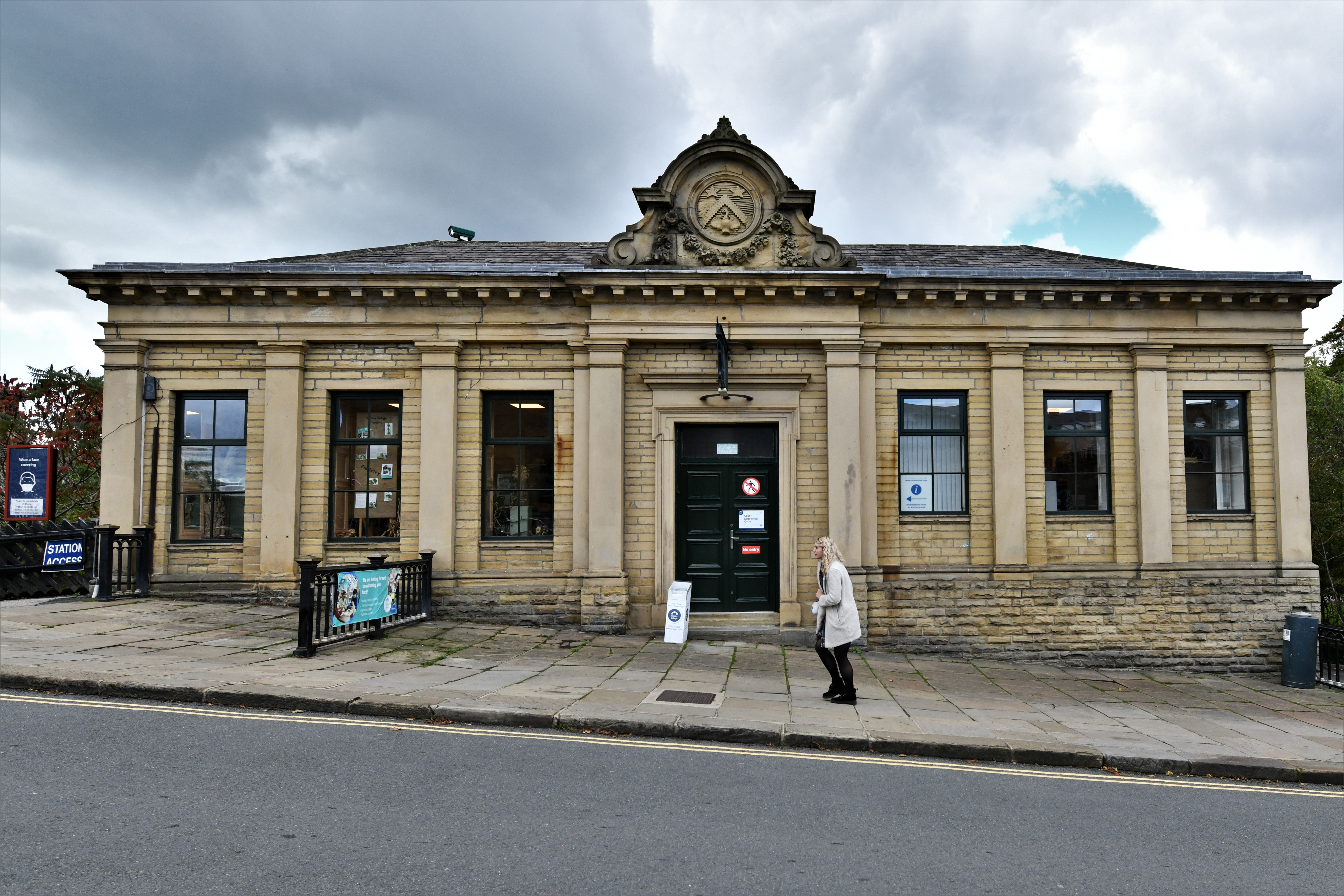
Stationsgebouw